# Домославль (Торжокский район)
Домосла́вль — деревня в Торжокском районе Тверской области. Относится к Клоковскому сельскому поселению.
Находится в 10 км к востоку от города Торжка.
Население по переписи 2002 года — 21 человека, 11 мужчины, 10 женщин.

## История
В 1859 году в список населенных мест Тверской губернии значится владельческое сельцо Домославли, 17 дворов, 220 жителей. Владелец — Доможиров Петр Степанович, надворный советник. В состав имения входили деревни Большая Песочня, Коноплище, Костина, Любини, Меленка, Петрово.
По данным 1884 года в деревне Домославля 32 двора, 240 жителей. В это время она относилась к Спасскому приходу Марьинской волости Новоторжского уезда Тверской губернии.
Перед войной деревня Домославль (25 дворов) относилась к Погореловскому сельсовету Новоторжского района Калининской области. В годы войны на фронтах (1941—1945) погибли 13 жителей деревни.
В 1997 году — 9 хозяйств, 31 житель. Отделение колхоза им. М. И. Калинина.